# Saiva cultellata
Saiva cultellata är en insektsart som först beskrevs av Walker 1857.  Saiva cultellata ingår i släktet Saiva och familjen lyktstritar. Inga underarter finns listade i Catalogue of Life.